# Castellví de Rosanes
Castellví de Rosanes – gmina w Hiszpanii, w prowincji Barcelona, w Katalonii, o powierzchni 16,38 km². W 2011 roku gmina liczyła 1757 mieszkańców.